# 멧비둘기

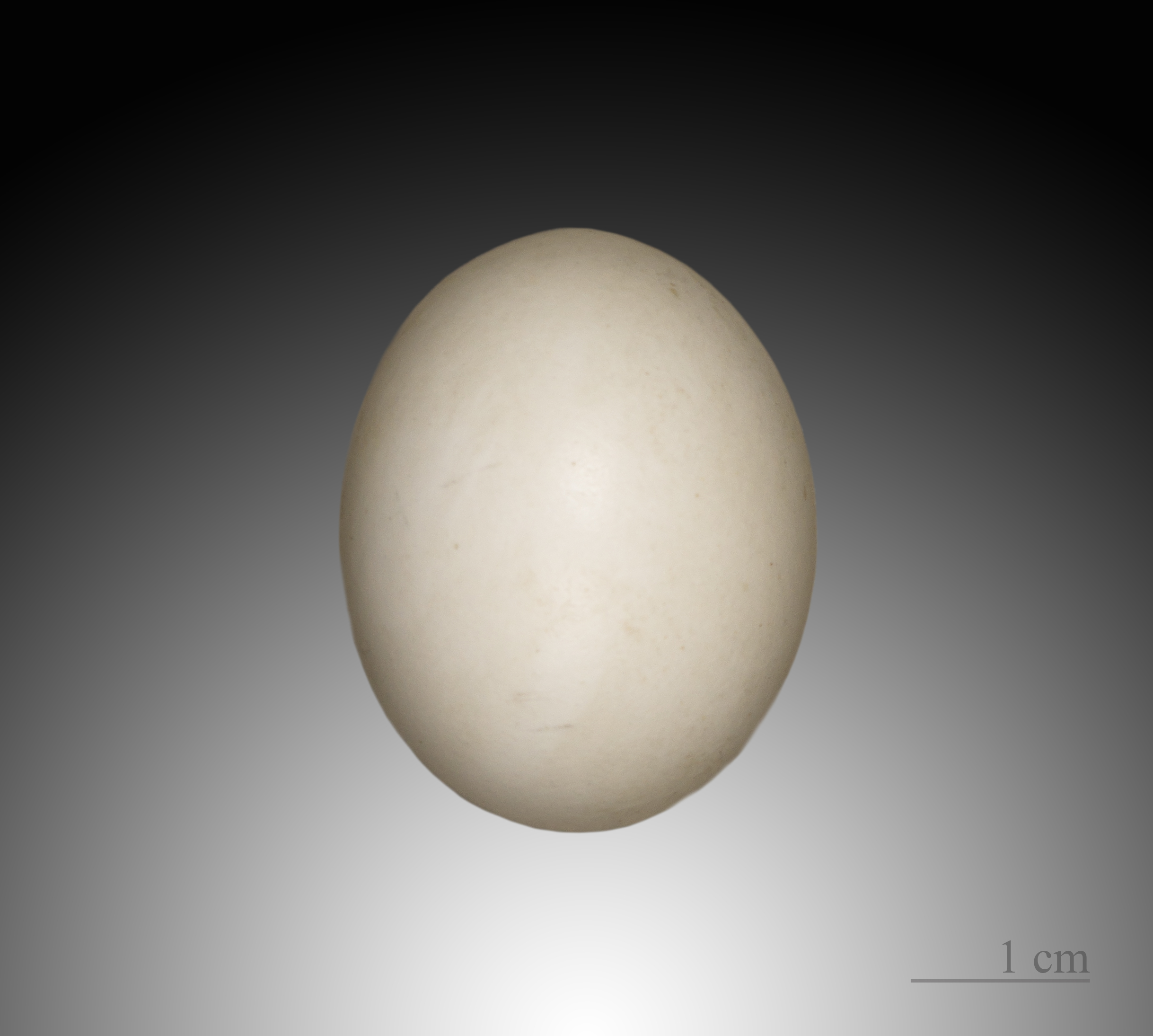
Streptopelia orientalis

멧비둘기(학명: Streptopelia orientalis)는 비둘기목 비둘기과의 한 종으로, 한국에서는 시가지나 도시의 근교에서도 자주 찾아볼 수 있는 흔한 텃새이다. 가까운 종으로 염주비둘기가 존재한다.

## 특징
몸길이는 약 33cm, 날개 길이는 약 20cm 정도이다. 등, 목 옆, 날개는 회색빛이 감도는 보랏빛이며, 날개 끝과 나머지는 갈색을 띤다. 몸에 비해 머리가 간소하며 날개가 비교적 발달되어 있다. 국토 전역의 침엽수림이나 낙엽수림에 둥지를 틀어 생활하고, 한 배에 낳는 알의 개수는 2개이며 암컷과 수컷이 하루마다 번갈아 15~16일 동안 알을 품어 부화시킨다.

## 먹이
곡식의 낱알, 콩, 고추씨, 식물의 씨앗, 열매 등이 있다.

## 분포 지역
한국뿐 아니라 시베리아·인도·중국·일본·사할린·쿠릴 열도 등에 고루 분포하는 흔한 새로, 한국에서는 대표적인 사냥새이며 볍씨와 곡물을 가로채는 유해 조류로 인식되기도 한다.